# Distrito electoral federal 11 de Veracruz
El XI Distrito Electoral Federal de Veracruz es uno de los 300 Distritos Electorales en los que se encuentra dividido el territorio de México para la elección de diputados federales y uno de los 21 en los que se divide el Estado de Veracruz. Su cabecera es la ciudad de Coatzacoalcos.
Desde el proceso de distritación de 2005, el Distrito XI de Veracruz se encuentra ubicado en el extremo sureste del estado, formándolo tres municipios: Agua Dulce, Coatzacoalcos y Nanchital de Lázaro Cárdenas del Río.

## Distritaciones anteriores

### Distritación 1996 - 2005
Entre 1996 y 2005 el territorio del distrito se encontraba ubicado en una zona diametralmente distinta del estado de Veracruz, estando en el centro del estado, lo integraban los municipios de Apazapan, Coatepec, Emiliano Zapata, Jalcomulco, La Antigua, Paso de Ovejas, Puente Nacional, Tlaltetela, Úrsulo Galván y Xico. Su cabecera era la ciudad de Coatepec.

## Diputados por el distrito
- L Legislatura
  - (1976 - 1979): Miguel Portela Cruz (PRI)
- LI Legislatura
  - (1979 - 1982): Juan Maldonado Pereda (PRI)
- LII Legislatura
  - (1982 - 1985):
- LIII Legislatura
  - (1985 - 1988):
- LIV Legislatura
  - (1988 - 1991):
- LV Legislatura
  - (1991 - 1994): Guillermo Jorge González Díaz (PRI)
- LVI Legislatura
  - (1994 - 1997): Salvador Mikel Rivera (PRI)
- LVII Legislatura
  - (1997 - 2000): Bertha Hernández Rodríguez (PRI)
- LVIII Legislatura
  - (2000 - 2003): Abel Cuevas Melo (PAN)
- LIX Legislatura
  - (2003 - 2006): Marco Antonio Torres (PRI)[3]
- LX Legislatura
  - (2006 - 2009): Gloria Rasgado Corsi (PRD)
- LXI Legislatura
  - (2009 - 2012): Rafael García Bringas (PAN)[4]
- LXII Legislatura
  - (2012 - 2015): Joaquín Caballero Rosiñol (PRI)
- LXIII Legislatura
  - (2015 - 2018): Rocío Nahle García
- LXIV Legislatura
  - (2018 - 2021): Flora Tania Cruz Santos
- LXV Legislatura
  - (2021 – 2024): Flora Tania Cruz Santos

## Elecciones de 2015
|  | Partido Revolucionario Institucional |  | Rafael García Bringas |
|  | MORENA                               |  | Rocío Nahle           |